# Loiching
Loiching er en kommune i Landkreis Dingolfing-Landau i Niederbayern i den tyske delstat Bayern, med knap 3.600 indbyggere.

## Geografi
Loiching ligger i Region Landshut.
Større landsbyer i kommunen er: Loiching og Weigendorf. Weigendorf var indtil 1971 en selvstændig kommune, men blev sammenlagt med Loiching. Kommunen omfatter derud over 45 mindre landsbyer og bebyggelser.
Kommunens område strækker sig fra Isardalen i nord, over et bakkeland mod syd til landsbyen Wendelskirchen.
Bækken Scheiblbach løber gennem det meste af området fra sin kilde ved bebyggelsen Pischelsdorf i syd, mod nord, til den munder ud i Isar umiddelbart øst for Isarbroen. Bækken har en længde på 6,7 km.
Nordvest for landsbyen Kronwieden ligger dammene i Loichingermoos.